# Discographie de Joey Yung
Cette page répertorie les albums studios, EPs, compilations et albums lives de la chanteuse hongkongaise Joey Yung, sortis principalement sous le label EEG.